# Gustaf de Laval
Gustaf Patrik de Laval (n. 9 mai 1845 – d. 21 februarie 1913) a fost un inginer suedez. A inventat un cuptor electric utilizat în metalurgie, o turbină cu mare viteză de rotație (turbina De Laval) și o mașină centrifugă (separatorul De Laval).